# Université adventiste du Sud-Ouest
L’université adventiste du Sud-Ouest, ou l'université adventiste de Southwestern (en anglais, Southwestern Adventist University ou SWAU), est une université adventiste du septième jour à Keene au Texas. 

## Campus

### Histoire
En 1892, des adventistes vivant près de Dallas achetèrent une propriété de 3,2 km2 dans le comté de Johnson pour construire une école. Keene Academy démarra le 7 janvier 1894 avec 56 étudiants sur le site actuel de Keene au Texas. L'institution devint Southwestern Adventist College en 1977, puis une université en 1997.  

### Organisation

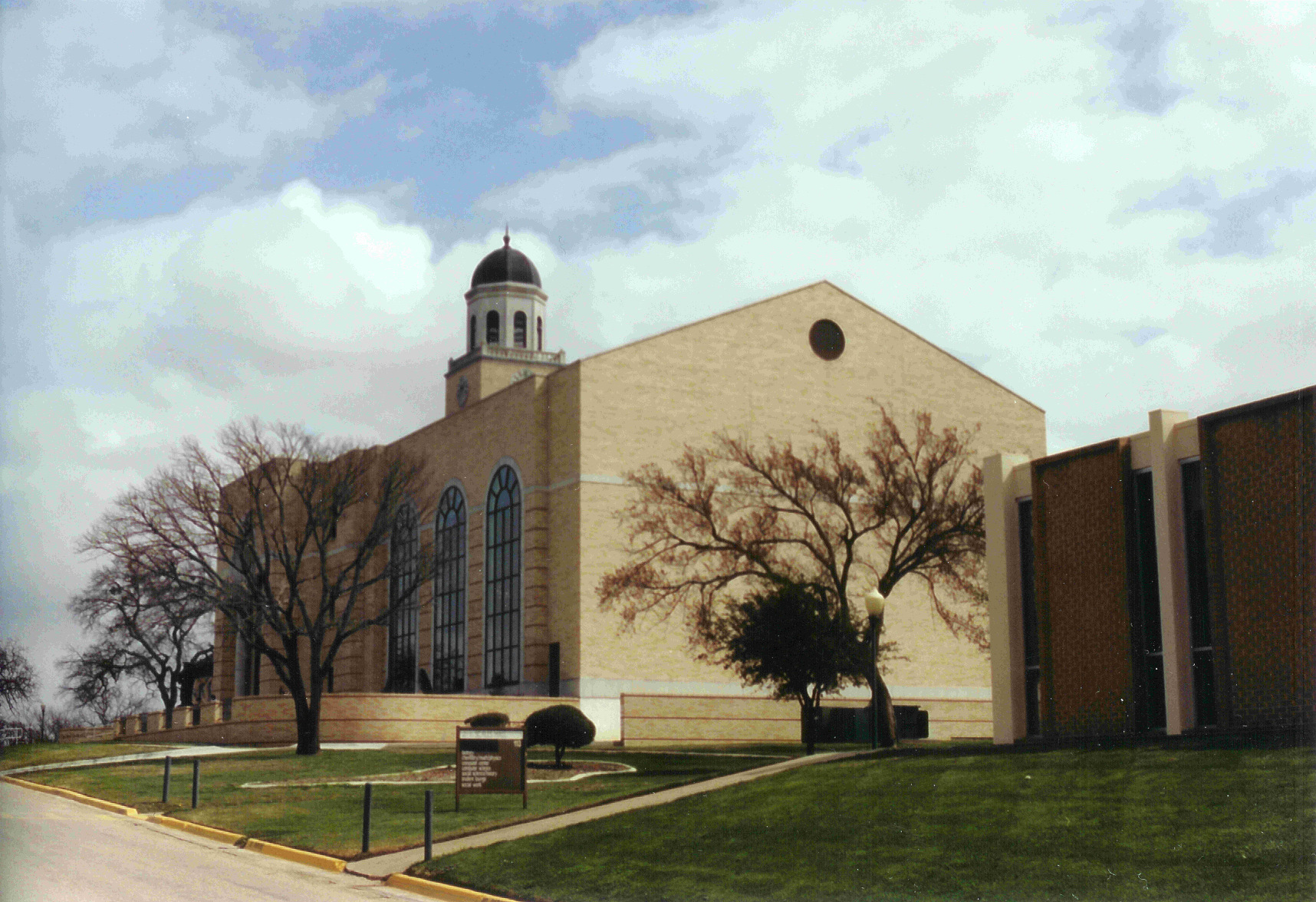
Bibliothèque de l'université

L'université adventiste de Southwestern est à environ 40 km au sud de Fort Worth et à 72 km au sud-ouest de Dallas. Le campus est sur la plus haute élévation du comté de Johnson. Il contient un petit lac, une ère de pique-nique et une grande variété d'arbres et d'arbustes.
Southwestern décerne le MBA et des baccalaureate degrees (des licences) en biologie, géologie, éducation, télévision, chimie, anglais, français, allemand, histoire, affaires internationales, journalisme, sciences naturelles, mathématiques, musique, management et histoire publique, religion, sociologie, espagnol, voix, théologie, gestion commerciale, commerce, informatique, systèmes informatiques, justice criminelle, physiques mathématiques, technologie médicale, infirmerie, science physique, physique, assistance sociale, gestion de la sécurité, bien-être, éducation physique, psychologie, kinésithérapie. 
Southwestern possède un Centre de recherche Ellen White, affilié au Ellen G. White Estate, ainsi qu'une station de radio (KJCR 88.3 FM).  

## Source
- Annuaire 2006-2007 des centres universitaires adventistes, Adventist Accrediting Association.

1. ↑  Keene Industrial Academy, accès 2-11-2010.
2. ↑  Historic Campus Architecture Project, accès 2-11-2010.